# You Can Get It All
You Can Get It All är en singel från Bow Wows sjätte album. Johntá Austin är gästen och Jermaine Dupri har gjort låten. Låten är samplad från TLC:s hitsingel: Baby, baby, baby. 

## Topplistan
| Topplistan(2009)                      | position |
| ------------------------------------- | -------- |
| New Zealand Singles Chart             | 28       |
| U.S. Billboard Hot 100                | 55       |
| U.S. Billboard Hot R&B/Hip-Hop Songs  | 30       |
| U.S. Billboard Hot Rap Tracks         | 9        |
| U.S. Billboard Mainstream R&B/Hip-Hop | 16       |
| U.S. Billboard Pop 100                | 60       |